# Armenisch-aserbaidschanisches Friedensabkommen

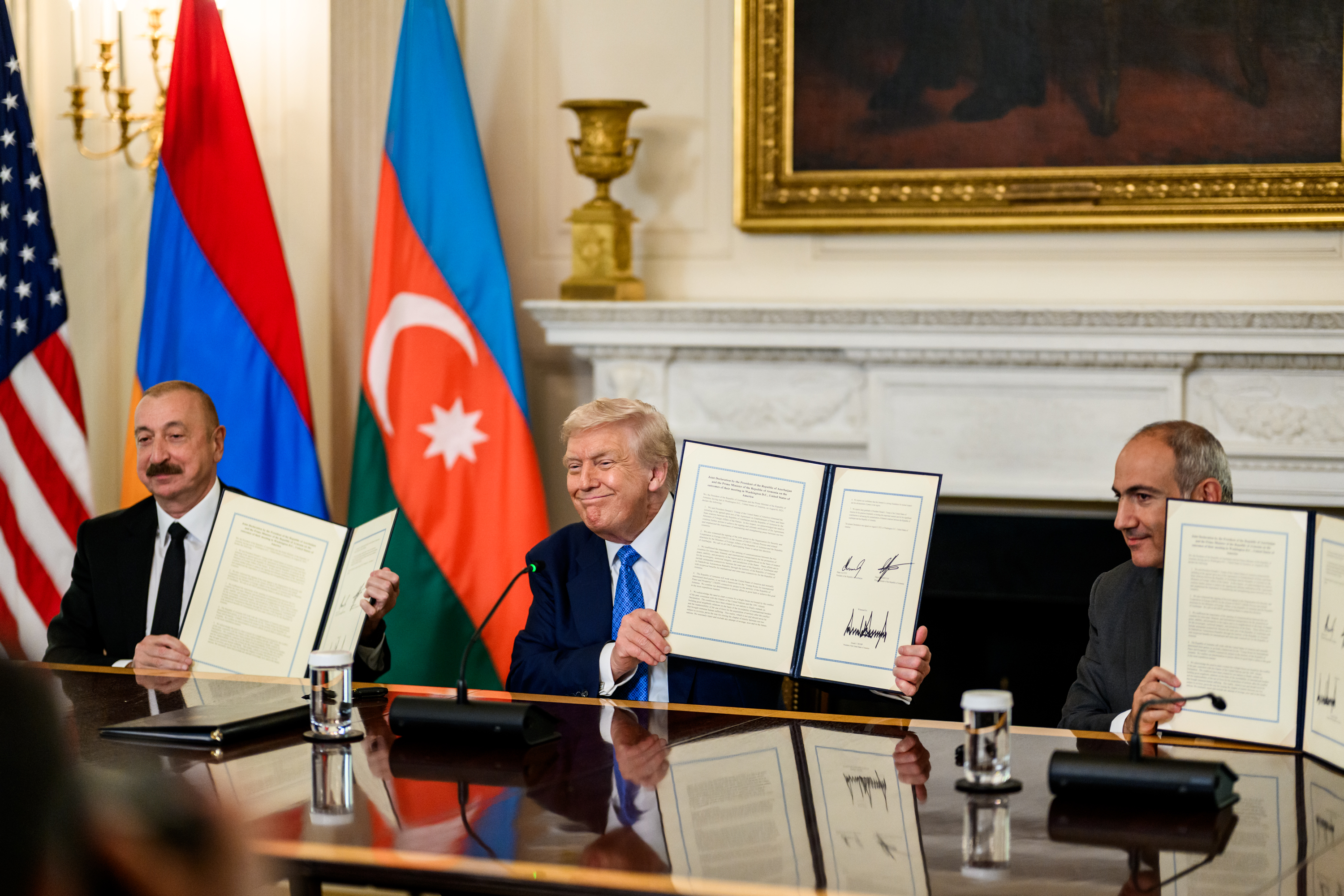
Präsident Donald Trump unterzeichnet eine trilaterale gemeinsame Erklärung mit dem Präsidenten Aserbaidschans, İlham Əliyev (links), und dem Premierminister Armeniens, Nikol Paschinjan (rechts).

Das Friedensabkommen zwischen Armenien und Aserbaidschan ist eine Vereinbarung zwischen Armenien und Aserbaidschan zur Beendigung des 37 Jahre andauernden Bergkarabachkonflikts sowie des armenisch-aserbaidschanischen Grenzkonflikts. Das Abkommen wurde im August 2025 unterzeichnet, nachdem sich beide Parteien auf alle Bedingungen geeinigt hatten, mit dem Ziel, dauerhaften Frieden und Stabilität in der Region zu schaffen. Es enthält Bestimmungen zur Festlegung der Grenzen, zur Zusammenarbeit im Sicherheitsbereich und zu Schritten zur Normalisierung der Beziehungen zwischen den beiden Ländern.
Teil der Vereinbarung war die Gewährung exklusiver Rechte an die USA für die Entwicklung des Sangesur-Korridors, den die US-Regierung als „Trump Route for International Peace and Prosperity“ (TRIPP) bezeichnet, für die nächsten 99 Jahre, mit dem Ziel, die Autonome Republik Nachitschewan ohne Kontrollpunkte durch Armenien mit dem Rest Aserbaidschans zu verbinden. Derzeit ist der direkte Transit durch die Region aufgrund der anhaltenden Blockade Armeniens durch die Türkei und Aserbaidschan behindert.
Neben dem Handel in der Region würde die Fertigstellung des Korridors den Personen- und Warenverkehr von Europa nach Aserbaidschan und in den weiteren Raum Zentralasien ermöglichen, ohne dass eine Durchreise durch Russland oder den Iran erforderlich wäre. Obwohl der Iran das Abkommen ursprünglich unterstützt hatte, droht es nach Verkündung des Abkommens, den Bau des Korridors zu blockieren.

## Hintergrund

Arzach und umgebende Staaten von 1994 bis 2020
von Arzach beherrscht, ehem. autonomes Bergkarabach
von Arzach beherrscht, außerhalb des früher autonomen Bergkarabach
von Aserbaidschan beherrscht, aber von Arzach beansprucht

Der Karabach-Konflikt zwischen Aserbaidschan und Armenien begann 1988 im Rahmen des Zerfalls der Sowjetunion. Im Ersten Krieg um Bergkarabach konnte Armenien 1994 die Kontrolle über Bergkarabach und weitere Gebiete im Südwesten Aserbaidschans erlangen. Aserbaidschan bekam 2020 und 2023 durch militärische Handlungen und eine Wirtschaftsblockade die Kontrolle über das umstrittene Gebiet und die umliegenden Regionen zurück. Die armenische Bevölkerung floh aus der Region.
Im Oktober 2022 kündigte die Europäische Union eine zivile Mission nach Armenien an, um bei der Festlegung der Grenze zwischen Armenien und Aserbaidschan zu helfen. Diese Mission hatte zum Ziel, friedliche Verhandlungen zu unterstützen, technische Hilfe bei der Markierung der Grenzen zu leisten und angesichts der erneuten Spannungen die Stabilität in der Region zu fördern.
Nach der Räumung Bergkarabachs durch Armenien kam es weiterhin zu Grenzkonflikten zwischen beiden Ländern. Der aserbaidschanische Präsident İlham Əliyev stellte Ansprüche auf Gebiete in Armenien, um einen Korridor zur Enklave Nachitschewan herzustellen. Anfang 2024 einigten sich die Konfliktparteien auf eine Grenzziehung gemäß der Erklärung von Alma-Ata.
Am 13. März 2025 wurde bekannt gegeben, dass sich beide Parteien über alle Bedingungen eines Friedensabkommens geeinigt hatten. Die Ankündigung wurde vom US-Außenminister Marco Rubio als „historisch“ bezeichnet, während die Außenbeauftragte der Europäischen Union Kaja Kallas sie als „entscheidenden Schritt“ bezeichnete.
Laut dem Journalisten Thomas de Waal ist der Fortschritt in Richtung einer Einigung vor allem dem armenischen Premierminister Nikol Paschinjan zu verdanken, der in dem Bemühen um eine Einigung eine Reihe von Zugeständnissen gemacht hat. De Waal merkte jedoch auch an, dass der aserbaidschanische Präsident Əliyev selten die Vorteile des Friedens hervorhebt und den Konflikt mit Armenien weiterhin als Mittel zur Festigung seiner Führung im Land nutzt.

## Von den USA vermitteltes Transitabkommen
Im August 2025 fand im Weißen Haus die Unterzeichnungszeremonie für ein Abkommen über einen strategischen Transitkorridor zwischen Armenien und Aserbaidschan statt. An der Veranstaltung nahmen US-Präsident Donald Trump, der armenische Ministerpräsident Nikol Paschinjan und der aserbaidschanische Präsident İlham Əliyev teil. Dieses Abkommen stellte einen wichtigen Durchbruch im Friedensprozess dar.
Armenien hat zugestimmt, den USA für 99 Jahre einen Korridor zwischen Aserbaidschan und dessen Exklave zu verpachten. Die USA würden das Land an ein Konsortium weiterverpachten, das entlang des ca. 43 km langen Korridors Eisenbahn-, Öl-, Gas- und Glasfaserleitungen sowie möglicherweise Stromleitungen verlegen wird. Die US-Regierung verwendet den Begriff „Trump Route for International Peace and Prosperity“ (TRIPP) zur Beschreibung des Korridors. Die Sicherheit soll durch private Firmen gewährleistet werden und Armenien die formelle Hoheit behalten.
Armenien und Aserbaidschan verpflichteten sich, die Kampfhandlungen einzustellen, die territoriale Integrität des jeweils anderen zu respektieren und diplomatische Beziehungen miteinander aufzunehmen. Beide Länder unterzeichneten Abkommen zur Stärkung ihrer wirtschaftlichen Beziehungen mit den USA, die als Garantiemacht für den Handel im Sangesur-Korridor auftritt. Paschinjan und Əliyev kündigten an, Präsident Trump für seine Rolle als Vermittler für den Friedensnobelpreis vorzuschlagen.

## Geopolitische Bedeutung
Ein US-Beamter erklärte gegenüber Axios, dass das Hauptziel der Vereinigten Staaten bei diesem Entwicklungsprojekt darin bestehe, den Einfluss des Iran, Russlands und Chinas in der Region Südkaukasus zu verringern. Der Korridor würde den Personen- und Warenverkehr zwischen der Türkei und Aserbaidschan und weiter nach Zentralasien ermöglichen, ohne den Iran oder Russland zu durchqueren. Der russische Politologe Sergei Markow bezeichnete das Abkommen als „schweren Schlag gegen die russischen Interessen“.
Der Korridor wird Aserbaidschan mit seiner Exklave Nachitschewan verbinden, die 32 Kilometer entfernt liegt. Diese Verbindung würde die Beziehungen Aserbaidschans zur Türkei durch eine direkte Route stärken. Um die Souveränität Armeniens zu respektieren, würde der Korridor armenischem Recht unterliegen.
Unterdessen drohte der Iran, die geplante Route zu blockieren, wobei er Sicherheitsbedenken geltend machte, obwohl er zuvor das umfassendere Friedensabkommen zwischen Armenien und Aserbaidschan begrüßt hatte.